# Danny Kass
Danny Kass (né le 21 septembre 1982 à Vernon, New Jersey) est un snowboardeur américain professionnel.
Danny Kass est connu pour ses rotations, sa vitesse et la hauteur qu’il peut atteindre dans un half-pipe. Il est le premier snowboarder à effectuer successivement deux 1 080°, un en backside et le second en frontside lors de l'US Open de 2002. Ceci lui a permis de compter parmi les meilleurs snowboarder de la planète aux côtés de Travis Rice et Romain DeMarchi. Ses figures favorites sont le Rodeo et le Kassarole (inventée par Danny Kass). Le Kassarole est une des rotations les plus difficiles et impressionnantes à réaliser sur un snowboard. 
Danny et son frère Matt ont créé le crew Grenade Gloves. Ils ont commencé à produire des gants, puis à créer des vêtements et des masques de snowboards. La plupart des membres de son équipe sont des snowboarders professionnels. Danny vit à Portland en Oregon.

## Palmarès
- Jeux olympiques
  -  Médaille d'argent en Halfpipe en 2006, aux Jeux olympiques d'hiver de 2006 à Turin
  -  Médaille d'argent en Halfpipe en 2002, aux Jeux olympiques d'hiver de 2002 à Salt Lake City

- X Games
  -  Médaille d'or en Halfpipe aux X Games en 2001 à Mount Snow
  -  Médaille d'argent en Halfpipe aux X Games en 2003 à Aspen
  -  Médaille d'argent en Halfpipe aux X Games en 2004 à Aspen
  -  Médaille d'argent en Slopestyle aux X Games en 2004 à Aspen
  -  Médaille d'argent en Slopestyle aux X Games en 2005 à Aspen
  - Médaille de bronze en Halfpipe aux X Games en 2005 à Aspen